# Лајош Генци
Лајош Генци (мађ. Gönczy Lajos; Сегедин, 24. фебруар 1881 Сегедин — 4. децембар 1915) био је мађарски атлетичар, који се такмичио у скоку увис.
На Олимпијским играма 1900. у Паризу освојио је треће место и бронзану медаљу у скоку увис резултатом од 1,78 м. Учествовао је и на Олимпијским играма 1904. у Сент Луису завршивши као четврти у скоку увис и скоку увис без залета.
На јубиларним Олимпијске међуиграма 1906. у Атини, којима се обележавала 10 годишњица од одржавања I Модерних олимпијских игара 1896 скочио је 1,75 м и освојио сребрну медаљу.
Иако су у то време ове јубиларне игре биле одржане према протоколу и свим правилима модерног олимпизма, до данашњег дана Међународни олимпијски комитет МОК ове Игре не признаје службено као равноправне осталим Олимпијским играма, па се и медаље освојене на овом такмичењу службено не рачунају у табелама освајача олимпијских медаља.